# WTA Finals 2024
Le WTA Finals 2024 sono state un torneo di tennis giocato a Riad dal 2 al 9 novembre. Il torneo si è disputato al King Saud University Indoor Arena. Il Master femminile, dotato di un montepremi di 15 250 000 dollari, ha visto in campo le migliori otto giocatrici di singolare e di doppio della stagione regolare divise in due gironi (con la formula del round robin). È stata la prima edizione del torneo giocata in Arabia Saudita e la prima nel continente asiatico dal 2019, nonché quinta edizione consecutiva che si disputa in cinque città diverse (Shenzhen nel 2019, Guadalajara nel 2021, Fort Worth nel 2022 e Cancún nel 2023).

## Qualificate

### Singolare
| # | Giocatrice         | Punti | Data qualificazione |
| - | ------------------ | ----- | ------------------- |
| 1 | Iga Świątek        | 7 970 | 6 agosto            |
| 2 | Aryna Sabalenka    | 9 016 | 5 settembre         |
| 3 | Coco Gauff         | 5 230 | 14 ottobre          |
| 4 | Jasmine Paolini    | 5 144 | 14 ottobre          |
| 5 | Elena Rybakina     | 4 971 | 14 ottobre          |
| 6 | Jessica Pegula     | 4 705 | 14 ottobre          |
| 7 | Zheng Qinwen       | 4 540 | 16 ottobre          |
| 8 | Barbora Krejčíková | 2 814 | 16 ottobre          |

#### Alternate
| #  | Giocatrice       | Punti | Esito              |
| -- | ---------------- | ----- | ------------------ |
| –  | Emma Navarro     | 3 568 | ritirata           |
| 9  | Dar'ja Kasatkina | 3 368 | sostituisce Pegula |
| 10 | Danielle Collins | 3 176 | non ha giocato     |

### Doppio
| # | Giocatrici                           | Punti | Data qualificazione |
| - | ------------------------------------ | ----- | ------------------- |
| 1 | Ljudmyla Kičenok Jeļena Ostapenko    | 5 948 | 12 settembre        |
| 2 | Gabriela Dabrowski Erin Routliffe    | 5 425 | 16 settembre        |
| 3 | Hsieh Su-wei Elise Mertens           | 5 130 | 7 ottobre           |
| 4 | Sara Errani Jasmine Paolini          | 5 045 | 7 ottobre           |
| 5 | Caroline Dolehide Desirae Krawczyk   | 4 363 | 7 ottobre           |
| 6 | Nicole Melichar-Martinez Ellen Perez | 4 020 | 14 ottobre          |
| 7 | Chan Hao-ching Veronika Kudermetova  | 3 818 | 18 ottobre          |
| 8 | Kateřina Siniaková Taylor Townsend   | 3 221 | 18 ottobre          |

#### Alternate
| #  | Giocatrice                        | Punti | Esito             |
| -- | --------------------------------- | ----- | ----------------- |
| 9  | Sofia Kenin Bethanie Mattek-Sands | 3 345 | non hanno giocato |
| 10 | Demi Schuurs Luisa Stefani        | 2 840 | non hanno giocato |

## Gruppi

### Singolare
Gruppo Purple
| TDS | Giocatrice      |
| --- | --------------- |
| 1   | Aryna Sabalenka |
| 4   | Jasmine Paolini |
| 5   | Elena Rybakina  |
| 7   | Zheng Qinwen    |

Gruppo Orange
| TDS | Giocatrice         |
| --- | ------------------ |
| 2   | Iga Świątek        |
| 3   | Coco Gauff         |
| 6   | Jessica Pegula     |
| 8   | Barbora Krejčíková |
| 9   | Dar'ja Kasatkina   |

### Doppio
Gruppo Green
| TDS | Giocatrici                           |
| --- | ------------------------------------ |
| 1   | Ljudmyla Kičenok Jeļena Ostapenko    |
| 3   | Hsieh Su-wei Elise Mertens           |
| 6   | Nicole Melichar-Martinez Ellen Perez |
| 8   | Kateřina Siniaková Taylor Townsend   |

Gruppo White
| TDS | Giocatrici                          |
| --- | ----------------------------------- |
| 2   | Gabriela Dabrowski Erin Routliffe   |
| 4   | Sara Errani Jasmine Paolini         |
| 5   | Caroline Dolehide Desirae Krawczyk  |
| 7   | Chan Hao-ching Veronika Kudermetova |

## Testa a testa

### Singolare
Le statistiche si riferiscono agli incontri precedenti a questo torneo
|   |                    | Sabalenka | Świątek | Gauff | Paolini | Rybakina | Pegula | Zheng | Krejčíková | Totale |
| 1 | Aryna Sabalenka    |           | 4–8     | 4–4   | 2–2     | 6–3      | 6–2    | 4–0   | 6–1        | 32–20  |
| 2 | Iga Świątek        | 8–4       |         | 11–1  | 3–0     | 2–4      | 6–4    | 6–1   | 2–2        | 38–16  |
| 3 | Coco Gauff         | 4–4       | 1–11    |       | 2–0     | 1–0      | 1–4    | 1–0   | 0–1        | 10–20  |
| 4 | Jasmine Paolini    | 2–2       | 0–3     | 0–2   |         | 2–2      | 0–5    | 0–3   | 0–2        | 4–19   |
| 5 | Elena Rybakina     | 3–6       | 4–2     | 0–1   | 2–2     |          | 1–3    | 2–0   | 0–3        | 12–17  |
| 6 | Jessica Pegula     | 2–6       | 4–6     | 4–1   | 5–0     | 3–1      |        | 1–0   | 1–1        | 20–15  |
| 7 | Zheng Qinwen       | 0–4       | 1–6     | 0–1   | 3–0     | 0–2      | 0–1    |       | 1–0        | 5–14   |
| 8 | Barbora Krejčíková | 1–6       | 2–2     | 1–0   | 2–0     | 3–0      | 1–1    | 0–1   |            | 10–10  |

## Montepremi e punti
Il montepremi totale per le WTA Finals 2024 è di 15 250 000 dollari, rappresentando un incremento del 69,44% rispetto all'edizione precedente.
| Risultato               | Prize money                                                | Prize money                                              | Punti    |
| Risultato               | Singolare                                                  | Doppio2                                                  | Punti    |
| ----------------------- | ---------------------------------------------------------- | -------------------------------------------------------- | -------- |
| Campionessa             | RR1 + $3,770,000                                           | RR1 + $775,000                                           | RR + 900 |
| Finalista               | RR + $1,270,000                                            | RR + $255,000                                            | RR + 400 |
| Vittoria al Round Robin | +$350,000                                                  | +$70,000                                                 | 200      |
| Partecipazione          | 3 match = $335,000 2 match = $275,000 1 match = $225,000   | 3 match = $140,000 2 match = $116,000 1 match = $94,000  | N.D.     |
| Alternates              | 2 match = $250,000 1 match = $200,000 0 matches = $140,000 | 2 match = $106,000 1 match = $84,000 0 matches = $60,000 | N.D.     |

* 1 RR indica il prize money o punti vinti nel girone.
* 2 Prize money per i doppi è per team.
* Una campionessa imbattuta guadagnerebbe 1,500 punti, e $5,155,000 nel singolare o $1,125,000 nel doppio.

## Calendario

### Giorno 1 (2 novembre)
| Incontri              | Incontri      | Incontri                             | Incontri                          | Incontri         |
| Evento                | Gruppo        | Vincitrice                           | Perdente                          | Punteggio        |
| --------------------- | ------------- | ------------------------------------ | --------------------------------- | ---------------- |
| Doppio round robin    | Gruppo Green  | Nicole Melichar-Martinez Ellen Perez | Hsieh Su-wei Elise Mertens        | 1-6, 6-1, [10-6] |
| Singolare round robin | Gruppo Purple | Aryna Sabalenka                      | Zheng Qinwen                      | 6-3, 6-4         |
| Singolare round robin | Gruppo Purple | Jasmine Paolini                      | Elena Rybakina                    | 7-6(5), 6-4      |
| Doppio round robin    | Gruppo Green  | Kateřina Siniaková Taylor Townsend   | Ljudmyla Kičenok Jeļena Ostapenko | 3-6, 6-3, [11-9] |

### Giorno 2 (3 novembre)
| Incontri              | Incontri      | Incontri                          | Incontri                            | Incontri         | Incontri |
| Evento                | Gruppo        | Vincitrice                        | Perdente                            | Punteggio        |          |
| --------------------- | ------------- | --------------------------------- | ----------------------------------- | ---------------- | -------- |
| Doppio round robin    | Gruppo White  | Gabriela Dabrowski Erin Routliffe | Chan Hao-ching Veronika Kudermetova | 7-6(6), 6-4      |          |
| Singolare round robin | Gruppo Orange | Iga Świątek                       | Barbora Krejčíková                  | 4-6, 7-5, 6-2    |          |
| Singolare round robin | Gruppo Orange | Coco Gauff                        | Jessica Pegula                      | 6–3, 6–2         |          |
| Doppio round robin    | Gruppo White  | Sara Errani Jasmine Paolini       | Caroline Dolehide Desirae Krawczyk  | 1–6, 6–1, [10–4] |          |

### Giorno 3 (4 novembre)
| Incontri              | Incontri      | Incontri                           | Incontri                             | Incontri         |
| Evento                | Gruppo        | Vincitrice                         | Perdente                             | Punteggio        |
| --------------------- | ------------- | ---------------------------------- | ------------------------------------ | ---------------- |
| Doppio round robin    | Gruppo Green  | Kateřina Siniaková Taylor Townsend | Nicole Melichar-Martinez Ellen Perez | 6-2, 6-2         |
| Singolare round robin | Gruppo Purple | Zheng Qinwen                       | Elena Rybakina                       | 7-6(4), 3-6, 6-1 |
| Singolare round robin | Gruppo Purple | Aryna Sabalenka                    | Jasmine Paolini                      | 6-3, 7-5         |
| Doppio round robin    | Gruppo Green  | Hsieh Su-wei Elise Mertens         | Ljudmyla Kičenok Jeļena Ostapenko    | 6-1, 6-3         |

### Giorno 4 (5 novembre)
| Incontri              | Incontri      | Incontri                            | Incontri                           | Incontri            |
| Evento                | Gruppo        | Vincitrice                          | Perdente                           | Punteggio           |
| --------------------- | ------------- | ----------------------------------- | ---------------------------------- | ------------------- |
| Doppio round robin    | Gruppo White  | Gabriela Dabrowski Erin Routliffe   | Sara Errani Jasmine Paolini        | 1-6, 7-6(1), [11-9] |
| Singolare round robin | Gruppo Orange | Barbora Krejčíková                  | Jessica Pegula                     | 6-3, 6-3            |
| Singolare round robin | Gruppo Orange | Coco Gauff                          | Iga Świątek                        | 6–3, 6–4            |
| Doppio round robin    | Gruppo White  | Chan Hao-ching Veronika Kudermetova | Caroline Dolehide Desirae Krawczyk | 3–6, 6–3, [10–7]    |

### Giorno 5 (6 novembre)
| Incontri              | Incontri      | Incontri                             | Incontri                          | Incontri         |
| Evento                | Gruppo        | Vincitrice                           | Perdente                          | Punteggio        |
| --------------------- | ------------- | ------------------------------------ | --------------------------------- | ---------------- |
| Doppio round robin    | Gruppo Green  | Nicole Melichar-Martinez Ellen Perez | Ljudmyla Kičenok Jeļena Ostapenko | 6-1, 6-3         |
| Singolare round robin | Gruppo Purple | Zheng Qinwen                         | Jasmine Paolini                   | 6-1, 6-1         |
| Singolare round robin | Gruppo Purple | Elena Rybakina                       | Aryna Sabalenka                   | 6-4, 3-6, 6-1    |
| Doppio round robin    | Gruppo Green  | Kateřina Siniaková Taylor Townsend   | Hsieh Su-wei Elise Mertens        | 3-6, 6-3, [10-8] |

### Giorno 6 (7 novembre)
| Incontri              | Incontri      | Incontri                            | Incontri                           | Incontri            |
| Evento                | Gruppo        | Vincitrice                          | Perdente                           | Punteggio           |
| --------------------- | ------------- | ----------------------------------- | ---------------------------------- | ------------------- |
| Doppio round robin    | Gruppo White  | Gabriela Dabrowski Erin Routliffe   | Caroline Dolehide Desirae Krawczyk | 4-6, 6-3, [10-6]    |
| Singolare round robin | Gruppo Orange | Iga Świątek                         | Dar'ja Kasatkina                   | 6-1, 6-0            |
| Singolare round robin | Gruppo Orange | Barbora Krejčíková                  | Coco Gauff                         | 7-5, 6-4            |
| Doppio round robin    | Gruppo White  | Chan Hao-ching Veronika Kudermetova | Sara Errani Jasmine Paolini        | 3-6, 7-6(3), [11-9] |

### Giorno 7 (8 novembre)
| Incontri             | Incontri   | Incontri                           | Incontri                             | Incontri    |
| Evento               | Gruppo     | Vincitrice                         | Perdente                             | Punteggio   |
| -------------------- | ---------- | ---------------------------------- | ------------------------------------ | ----------- |
| Doppio semifinale    | Semifinale | Gabriela Dabrowski Erin Routliffe  | Nicole Melichar-Martinez Ellen Perez | 7-6(7), 6-1 |
| Singolare semifinale | Semifinale | Zheng Qinwen                       | Barbora Krejčíková                   | 6-3, 7-5    |
| Singolare semifinale | Semifinale | Coco Gauff                         | Aryna Sabalenka                      | 7-6(4), 6-3 |
| Doppio semifinale    | Semifinale | Kateřina Siniaková Taylor Townsend | Chan Hao-ching Veronika Kudermetova  | 6-0, 7-6(5) |

### Giorno 8 (9 novembre)
| Incontri         | Incontri | Incontri                          | Incontri                           | Incontri         | Incontri |
| Evento           | Gruppo   | Vincitrice                        | Perdente                           | Punteggio        |          |
| ---------------- | -------- | --------------------------------- | ---------------------------------- | ---------------- | -------- |
| Doppio finale    | Finale   | Gabriela Dabrowski Erin Routliffe | Kateřina Siniaková Taylor Townsend | 7-5, 6-3         |          |
| Singolare finale | Finale   | Coco Gauff                        | Zheng Qinwen                       | 3-6, 6-4, 7-6(2) |          |

## Campionesse

### Singolare
Coco Gauff ha sconfitto in finale  Zheng Qinwen con il punteggio di 3-6, 6-4, 7-6(2).
- É il nono titolo in carriera per Gauff, il terzo della stagione.

### Doppio
Gabriela Dabrowski /  Erin Routliffe hanno sconfitto in finale  Kateřina Siniaková /  Taylor Townsend con il punteggio di 7-5, 6-3.